# Pimpirew-Gletscher
Der Pimpirew-Gletscher (bulgarisch Пимпирев ледник Pimpirew lednik) ist ein 1,8 km langer und 5,5 km breiter Gletscher an der Südküste der Livingston-Insel im Archipel der Südlichen Shetlandinseln. Er liegt westlich des Perunika-Gletschers, östlich des Kamtschija-Gletschers sowie südlich der Wasserscheide zwischen der Drake-Passage und der Bransfieldstraße. Er mündet ostnordöstlich des Ereby Point in die South Bay.
Spanische Wissenschaftler kartierten ihn 1991, bulgarische 1996, 2005 und 2009. Die ursprüngliche Benennung aus dem Jahr 1996 änderte die bulgarische Kommission für Antarktische Geographische Namen im Jahr 2005 in die heutige Form um. Namensgeber ist der bulgarische Geologe Christo Pimpirew (* 1953), Teilnehmer an der ersten bulgarischen Antarktisexpedition (1987–1988) und Leiter weiterer Kampagnen.
Ein Teil des Gletschers mündete vormals in Form der Pimpirew-Eiswand in den Emona Anchorage, einer Nebenbucht der South Bay. Die Eiswand besteht inzwischen aufgrund der Gletscherschmelze nur noch in Resten.